# Dangerously in Love Tour
Dangerously in Love Tour va ser la primera gira de la cantant estatunidenca Beyoncé Knowles com a solista, per promocionar el seu primer àlbum titulat Dangerously in Love. El tour només va ser per a Europa

## Sobre l'espectacle
L'escenari era senzill i tenia una gran pantalla amb LED a la part posterior que es movia amunt i avall al llarg de l'espectacle i es mostren imatges de Beyoncé i els seus ballarins, així com algunes imatges dels seus vídeos musicals i algunes pregravades amb efectes especials. El xou també va comptar amb una petita escala i una plataforma a banda i banda de les escales de la seva banda.

## Llista de cançons
1. "Baby Boy"
2. "Naughty girl"
3. "Fever"
4. "Hip Hop Star"
5. "Yes"
6. "Work It Out"
7. "Gift from Virgo"
8. "Be with You"
9. "Speechless"
10. "Destiny's Child Medley":
  1. "Bug a Boo"
  2. "No, No, No Part 2"
  3. "Bootylicious"
  4. "Jumpin' Jumpin'"
  5. "Say My Name"
  6. "Independent Women Part I"
  7. "'03 Bonnie & Clyde"
  8. "Survivor"
11. "Me, Myself and I"
12. "Summertime"
13. "Dangerously in Love 2"
14. "Crazy in Love"

## Dates del tour
| Data                   | Ciutat     | País          | Lloc                          |
| ---------------------- | ---------- | ------------- | ----------------------------- |
| 3 de novembre de 2003  | Manchester | Regne Unit    | Manchester Evening News Arena |
| 7 de novembre de 2003  | Sheffield  | Regne Unit    | Hallam FM Arena               |
| 9 de novembre de 2003  | Newcastle  | Regne Unit    | Telewest Arena                |
| 10 de novembre de 2003 | Londres    | Regne Unit    | Wembley Arena                 |
| 11 de novembre de 2003 | Londres    | Regne Unit    | Wembley Arena                 |
| 13 de novembre de 2003 | Birmingham | Regne Unit    | National Exhibition Centre    |
| 14 de novembre de 2003 | Belfast    | Regne Unit    | Odyssey Arena                 |
| 15 de novembre de 2003 | Dublín     | Irlanda       | The Point                     |
| 19 de novembre de 2003 | Amsterdam  | Països Baixos | Heineken Music Hall           |